# تشيليابنسك
تْشِلْيَابِنْسْكْ (بالروسية: Челябинск) هي إحدى مدن روسيا وعاصمة الكيان الفدرالي الروسي أوبلاست تشيليابنسك. تقع المدينة على السفح الشرقي لسلسة جبال الأورال الجنوبية، على نهر مياس. تبعد عن العاصمة موسكو مسافة 1919 كلم. تصنف منطقة تشيليابينسك على أنها الأعلى تلوثا في العالم حيث حدثت حادثة مصنع مياك لإنتاج المواد المشعة في الجهة الشرقية من جنوب جبال أورال عام  29 سبتمبر 1957  كارثة كيشتيم .

## نبذة عن تاريخ المدينة
تأسست المدينة في بداية الامر كقلعة عام 1736. وفي عام 1787 منحت صفة مدينة بعد توسعها وازدياد عدد سكانها. افتتحت أول مدرسة فيها عام 1779 . وفي عام 1788 تمكنت مجموعة من اطباء المدينة برئاسة سيرغي اندريفسكي بعد دراستها لاعراض المرض الذي كان يهتك بالناس من اكتشاف لقاح ضد هذا المرض الذي أطلق عليه اسم «الجمرة الخبيثة».
بدأت عمليات استخراج الذهب على ضفة نهر مياس في القرن الثامن عشر، حيث أعلن رسميا عن اكتشاف عرق كبير لمعدن الذهب، مما ادى إلى تشكل طبقة تجارية - حرفية في اواسط القرن التاسع عشر في المدينة، لتصبح المدينة فيما بعد مركزا تجاريا في منطقة الاورال.

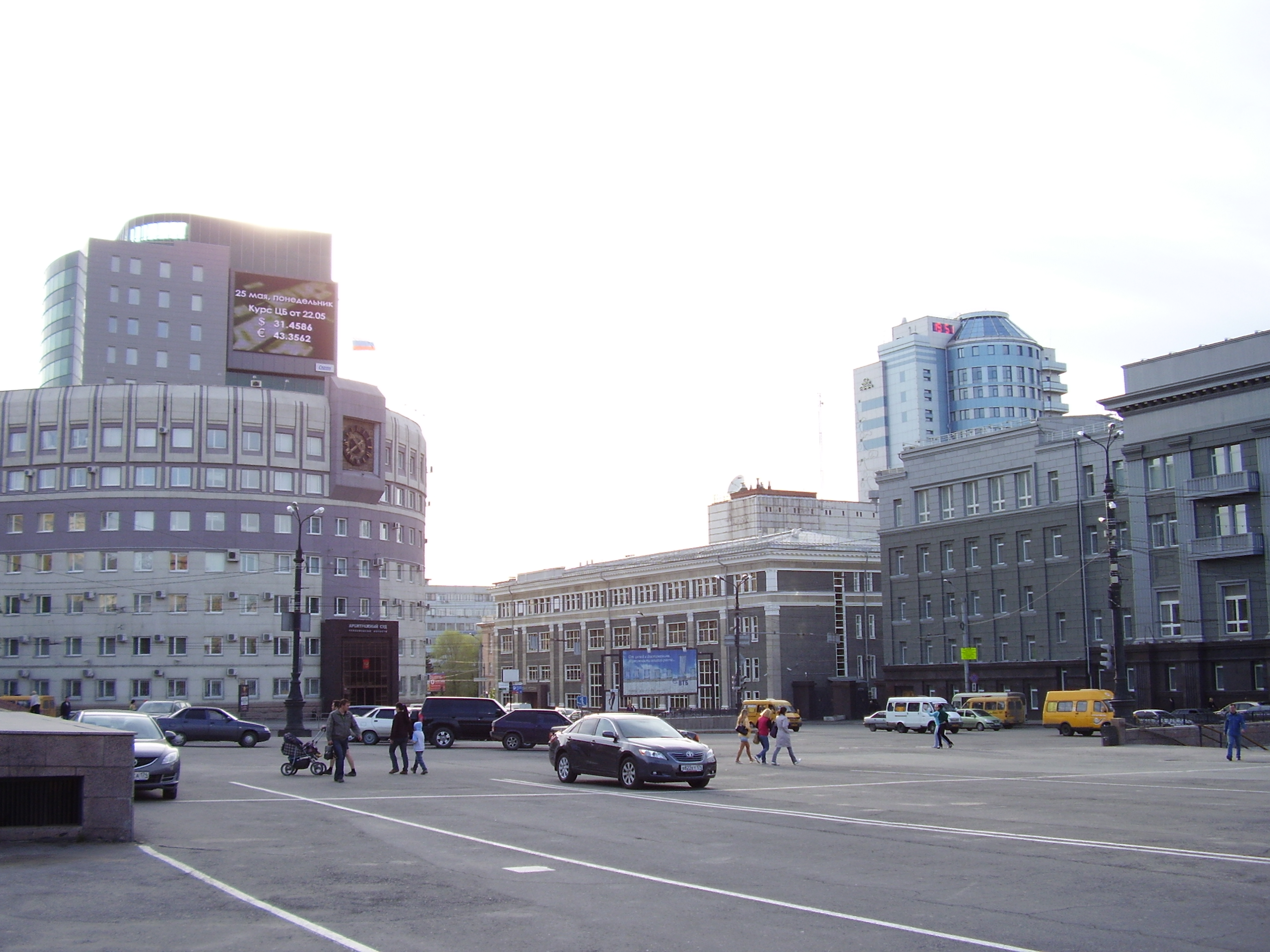
وسط المدينة

ربطت المدينة عام 1892 بخط سكك الحديد عبر سيبيريا وفي عام 1896 ربطت بمدينة يكاترينبورغ. ادى هذا كنيسة الكسندر نيفسكي الامر إلى تطور ونمو المدينة كثيرا وازدياد عدد سكانها، حيث بلغ عام 1917 أكثر من 70 الف نسمة.
خلال الخطط الخمسية للتنمية في العهد السوفيتي أصبحت المدينة مركزا صناعيا ضخما، حيث باشر عدد من المؤسسات الصناعية الضخمة فيها مع بداية ثلاثينيات القرن الماضي بالإنتاج مثل مصنع الجرارات ومصنع الميتالورجيا ومصنع بناء الماكينات ومصنع الزنك وغيرها.
لعبت المدينة خلال الحرب الوطنية العظمى، دورا كبيرا باعتبارها واقعة على مسافة بعيدة من خطوط الجبهات القتالية، وازداد عدد سكانها كثيرا ليصل إلى 650 الف نسمة، وتحولت مصانعها العديدة إلى الإنتاج الحربي، وخاصة الدبابات والمدرعات والمدافع ذاتية الحركة، حيث أطلق عليها اسم «تانكوغراد – مدينة الدبابات»، هنا كانت تصنع الدبابة «تي-34» المشهورة، وكذلك الراجمات الصاروخية التي يطلق عليها اسم «كاتيوشا». وبعد انتهاء الحرب ساهمت مصانع المدينة في إنتاج المعدات اللازمة لاعادة بناء المدن المتضررة في الحرب مثل ستالينغراد ومدن منطقة الدونباس وغيرها من المدن السوفيتية.
ازدهرت المدينة كثيرا بعد الحرب وخاصة في الربع الاخير من القرن العشرين، حيث ارتفع إنتاجها الصناعي كثيرا وافتتحت مسارح جديدة مثل مسرح الدراما ومسرح الدمى والمتحف الجيولوجي وقاعات لموسيقى الارغن وموسيقى الحجرة وغيرها.

## تشيليابنسك اليوم
تشيليابنسك حاليا أحد اضخم المراكز العلمية والتعليمية والثقافية والصناعية والتجارية، ليس فقط في منطقة الاورال، بل وفي روسيا الاتحادية بأسرها. حيث تتمركز فيها مؤسسات صناعية ضخمة جدا مثل مصانع ميتالورجيا المعادن الحديدية وغير الحديدية، ومصانع بناء الماكينات ومصانع مواد البناء والصناعات الكيميائية والصناعات الخفيفة والغذائية وكذلك مصانع الاجهزة الالكترونية والاتصالات وغيرها.
ويوجد في المدينة أيضا عدد من معاهد البحث العلمي ومؤسسات التعليم العالي والمهني مثل جامعة جنوب الأورال الحكومية التي منحت صفة (الجامعة الوطنية للبحوث) وأكاديمية الثقافة والفنون وغيرها من الجامعات الإنسانية والتقنية. كما يوجد في المدينة عدد من المسارح القديمة والحديثة مثل المسرح الأكاديمي الحكومي ومسرح الاوبرا والباليه ومسرح الدمى والمسرح الفني الجديد وغيرها. إضافة لذلك توجد في المدينة قاعات لاقامة الحفلات الموسيقية والغنائية ودور العرض السينمائي وغاليريهات للوحات الفنية. كما فيها عدد من المتاحف مثل متحف مقاطعة تشيليابنسك ومتحف الفنون التطبيقية والمتحف الجيولوجي الذي يحتوى على اروع المعروضات للمعادن والاحجار الكريمة الموجودة في المنطقة.

## المناخ
| البيانات المناخية لـتشيليابنسك    | البيانات المناخية لـتشيليابنسك | البيانات المناخية لـتشيليابنسك | البيانات المناخية لـتشيليابنسك | البيانات المناخية لـتشيليابنسك | البيانات المناخية لـتشيليابنسك | البيانات المناخية لـتشيليابنسك | البيانات المناخية لـتشيليابنسك | البيانات المناخية لـتشيليابنسك | البيانات المناخية لـتشيليابنسك | البيانات المناخية لـتشيليابنسك | البيانات المناخية لـتشيليابنسك | البيانات المناخية لـتشيليابنسك | البيانات المناخية لـتشيليابنسك |
| الشهر                             | يناير                          | فبراير                         | مارس                           | أبريل                          | مايو                           | يونيو                          | يوليو                          | أغسطس                          | سبتمبر                         | أكتوبر                         | نوفمبر                         | ديسمبر                         | المعدل السنوي                  |
| --------------------------------- | ------------------------------ | ------------------------------ | ------------------------------ | ------------------------------ | ------------------------------ | ------------------------------ | ------------------------------ | ------------------------------ | ------------------------------ | ------------------------------ | ------------------------------ | ------------------------------ | ------------------------------ |
| الدرجة القصوى °م (°ف)             | 4.1 (39.4)                     | —                              | 15.3 (59.5)                    | 30.5 (86.9)                    | 35.7 (96.3)                    | 37.3 (99.1)                    | 41.0 (105.8)                   | 36.0 (96.8)                    | 32.5 (90.5)                    | 25.5 (77.9)                    | 16.1 (61.0)                    | 6.5 (43.7)                     | 41.0 (105.8)                   |
| متوسط درجة الحرارة الكبرى °م (°ف) | −10.8 (12.6)                   | −8.1 (17.4)                    | −0.6 (30.9)                    | 10.2 (50.4)                    | 18.4 (65.1)                    | 22.8 (73.0)                    | 24.5 (76.1)                    | 21.5 (70.7)                    | 17.5 (63.5)                    | 8.5 (47.3)                     | 1.6 (34.9)                     | −7.7 (18.1)                    | 8.2 (46.7)                     |
| متوسط درجة الحرارة الصغرى °م (°ف) | −21 (−6)                       | −19.3 (−2.7)                   | −12.2 (10.0)                   | −0.8 (30.6)                    | 6.2 (43.2)                     | 11.5 (52.7)                    | 14.2 (57.6)                    | 11.4 (52.5)                    | 6.4 (43.5)                     | −1 (30)                        | −9.3 (15.3)                    | −16.9 (1.6)                    | −2.6 (27.4)                    |
| أدنى درجة حرارة °م (°ف)           | −48.1 (−54.6)                  | −45 (−49)                      | −36 (−33)                      | −26.3 (−15.3)                  | −11.1 (12.0)                   | −2.9 (26.8)                    | 3.3 (37.9)                     | 0.2 (32.4)                     | −10.1 (13.8)                   | −24.0 (−11.2)                  | −36.4 (−33.5)                  | −42.6 (−44.7)                  | −48.1 (−54.6)                  |
| المصدر:                           |                                |                                |                                |                                |                                |                                |                                |                                |                                |                                |                                |                                |                                |

## من المعالم الاثرية والمعمارية في المدينة

كاتدرائية القديس سمعان

كاتدرائية القديس سمعان بنيت هذه الكاتدرائية عام 1833. لم تتعرض الكاتدرائية خلال وجودها إلى أي اضرار إبان الحرب الاهلية التي نشبت في روسيا بعد ثورة أكتوبر عام 1917 بين المناصرين للثورة واعدائهم. كما انها لم تغلق في العهد السوفيتي كما حصل للعديد من اماكن العبادة. بقيت هذه الكنيسة تعمل منذ تاسيسها وحتى هذه الايام، حيث تقام فيها القداديس يوميا.
كنيسة الثالوث الاقدس شيدت هذه الكنيسة عام 1768. اغلقت هذه الكنيسة عام 1919 واستخدم المبنى لاغراض عديدة، إلى ان سلم إلى متحف تاريخ المنطقة لغاية عام 1990 حيث اعيد المبنى إلى الكنيسة الروسية الأرثوذكسية. اجريت على المبنى الترميمات اللازمة واعيدت الرسوم والمنحوتات في جدرانها الداخلية.
المسجد الأبيض – يقع المسجد الأبيض الذي شيد عام 1889 في وسط المدينة، وفي عام 1910 الحقت به بناية المدرسة الدينية. يستقبل المسجد المصلين يوميا
شارع كيروف (اربات تشيليابنسك) – هو شارع مخصص للمشاة فقط يقع في مركز المدينة ويعتبر «بطاقة تعريف» بالمدينة. هذا الشارع أحد المعالم السياحية في تشيليابنسك، حيث تقع على جانبيه معالم معمارية وتاريخية شارع كيروف تعود إلى القرنين الـ 19 والـ 20 . كما تقع في هذا الشارع مجموعة كبيرة من النصب والتمائيل البرونزية بالحجم الطبيعي، منها تمثال الشحاذ وعازف الجيتار والاعسر والبرغوث وعربة الإطفاء وأيضا نصب نقطة الصفر التي يبدأ منها قياس المسافات إلى المدن الروسية الأخرى، حيث تعتبر هذه النقطة المركز الجغرافي للمدينة. تقع على جانبي الشارع مباني المدينة القديمة ومحال تجارية حديثة ومطاعم ومقاه وفنادق عديدة مختلفة الدرجات كما يقع في صدر هذا الشارع مبنى ضخم جدا (تشيليابنسك سيتي) الذي فيه مكاتب الشركات التجارية ورجال الأعمال والمصارف.
 غاليري الحزام الحجري(بالروسية: Каменный пояс) – تقام في هذا الغاليري مهرجانات محلية ودولية سنوية منذ عام 1992، حيث تعرض فيه أعمال الفنانين المحليين والاجانب من لوحات فنية وتماثيل ومنحوتات ومجوهرات وأيضا منتجات الفنون التطبيقية والحرف الشعبية. كما تعرض فيه الصور الفوتوغرافية التي التقطتها عدسات المصورين المشهورين. وعند مدخل مبنى الغاليري الواقع في شارع كيروف تعرض صور فوتوغرافية التقطتها عدسة مصوري المدينة لاماكن مختلفة من المدينة ولاحداث عاشتها.

## المدن الشقيقة
| - كولومبيا، كارولاينا الجنوبية، الولايات المتحدة الأمريكية. - الرملة، إسرائيل. - أورومتشي، الصين. |